# Haworthia bruynsii
Haworthia bruynsii är en grästrädsväxtart som beskrevs av Martin Bruce Bayer. Haworthia bruynsii ingår i släktet Haworthia och familjen grästrädsväxter. Inga underarter finns listade i Catalogue of Life.